# 李大龙
李大龙（1980年5月21日—）是中国跳远运动员。
他赢得2002年亚洲运动会银牌。他还参加了2003年世界室内田径锦标赛，未能晋级决赛。
他的个人最好成绩是8.22米，于2001年6月在保定取得。

## 外部連結
- 李大龙在的頁面